# Halifax (ancienne ville)
Pour les articles homonymes, voir Halifax.
Cet article concerne l'ancienne ville (1749–1842), la ville (1842–1996) et l'actuelle communauté au sein de la municipalité. Pour la municipalité régionale d'Halifax, voir Halifax (Nouvelle-Écosse). Pour les autres usages, voir Halifax.

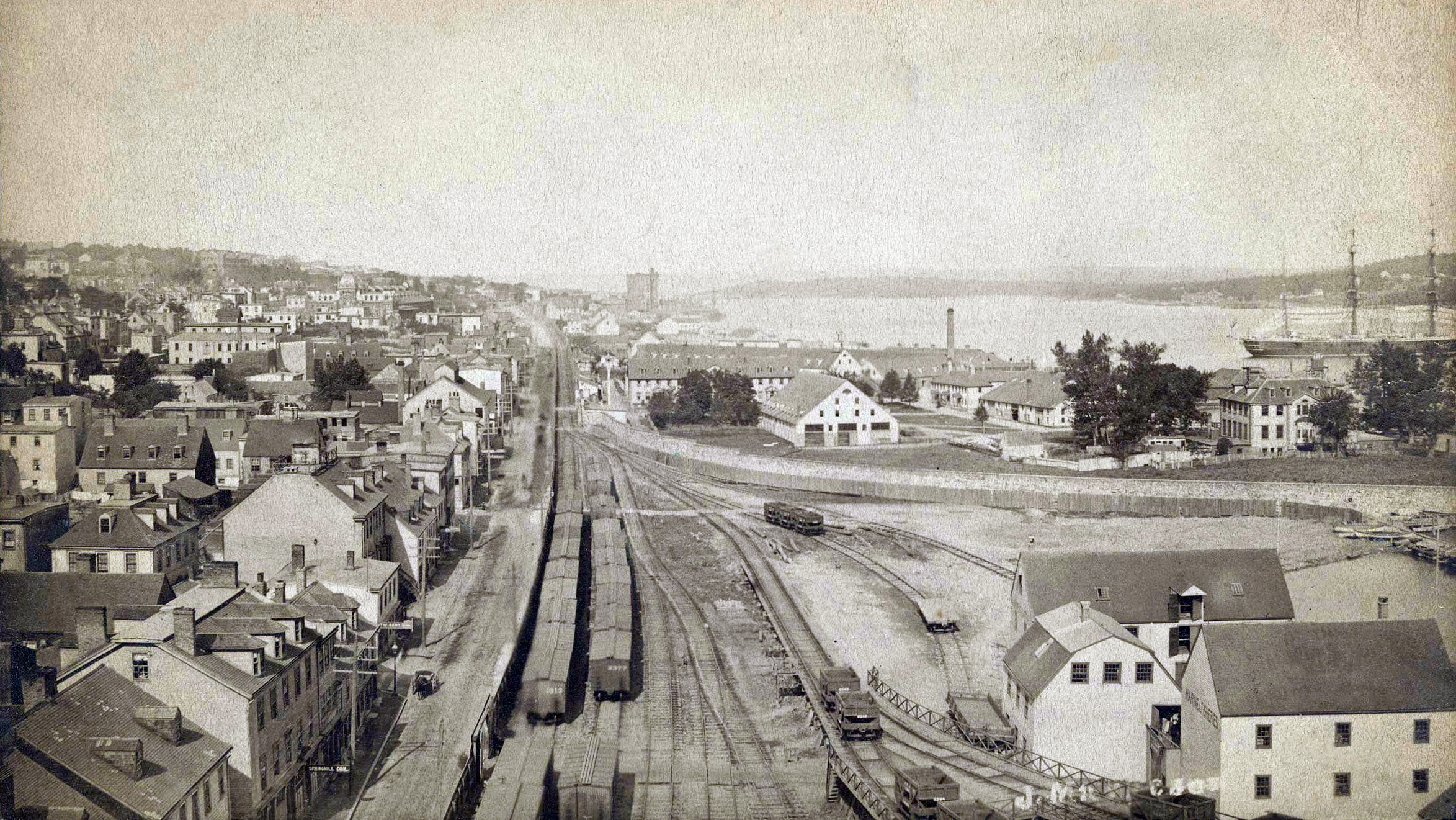
Vers 1900.

La ville d'Halifax était une ville incorporée de Nouvelle-Écosse (Canada). Elle prit le statut de ville d'Halifax en 1749 et fut incorporée en 1842. Le 1er avril 1996, le gouvernement de Nouvelle-Écosse a dissous la ville d'Halifax et l'a fusionnée à Dartmouth, Bedford et le reste du comté d'Halifax pour former la municipalité régionale d'Halifax, un gouvernement local unique couvrant toute la région. La ville était la capitale de Nouvelle-Écosse et le siège du Comté de Halifax. Il s'agissait aussi de la plus grande ville du Canada atlantique.
La ville d'Halifax fut fondée en 1749 par le gouvernement britannique sous la direction du Bureau du commerce et des plantations à la tête duquel se trouvait le Gouverneur Edward Cornwallis. La fondation d'Halifax par les Britanniques entraîna le début de la guerre anglo-micmac. Durant cette dernière, les Micmacs, et les Acadiens firent des raids sur la ville près de 13 fois.
Halifax fut établie sur un drumlin qui deviendra plus tard la colline de la Citadelle. L'avant-poste fut nommé en l'honneur de George Montague-Dunk, qui était le Président du Bureau du commerce.
Après une lutte entre les résidents et le gouverneur, la Ville d'Halifax fut incorporée en 1842.
Depuis la création de la municipalité régionale d'Halifax (MRH) en 1996, ce qui était la Ville d'Halifax est appelée « communauté provinciale non-incorporée » par le site de la MRH.

## Sources
- (en) Cet article est partiellement ou en totalité issu de l’article de Wikipédia en anglais intitulé « History of Halifax (former city) » (voir la liste des auteurs).